# Aglaja ocelligera
Aglaja ocelligera är en snäckart som först beskrevs av Bergh 1893.  Aglaja ocelligera ingår i släktet Aglaja och familjen Aglajidae. Inga underarter finns listade i Catalogue of Life.